# Wayne Gould
Pour les articles homonymes, voir Gould.
Wayne Gould, né le 3 juillet 1945 à Hawera, en Nouvelle-Zélande, est un juge à la retraite de Hong Kong. 

## Biographie
Wayne Gould est surtout connu pour ses efforts de popularisation du puzzle Sudoku en Grande-Bretagne.
Sa société logicielle a développé un programme qui permet de générer des grilles de Sudoku. Cet effort a incité différents journaux britanniques à s'intéresser au Sudoku. 
Il a rédigé plusieurs ouvrages sur le Sudoku et est aussi éditeur littéraire d'une collection d'ouvrages sur ce puzzle.

### Rédacteur
- Wayne Gould, The "Times" Su Doku, tome 1, Times Books, 2005.  (ISBN 0007207328)
- Wayne Gould, 100 Su Doku, tome 1, Éditions Générales First, 2005.  (ISBN 2754001158)
- Wayne Gould, 100 Su Doku, tome 2, Éditions Générales First, 2005.  (ISBN 2754001271)
- Wayne Gould, 100 Su Doku, tome 3, Éditions Générales First, 2005.  (ISBN 275400128X)

### Éditeur littéraire
- Wayne Gould, The "Times" Su Doku, tome 2, Times Books, 2005.  (ISBN 0007213506)
- Wayne Gould, The "Times" Su Doku, tome 3, Times Books, 2005.  (ISBN 000721426X)